# Nahum Tate
Nahum Tate (* 1652 in Dublin, Königreich Irland; † 30. Juli 1715 in London) war ein englischer Dichter und Schriftsteller.

## Leben
Nahum Tate war irischer Abstammung (ursprüngliche Schreibweise des Namens: Teate), absolvierte ein Studium an der Universität Dublin, das er 1672 abschloss. Seine erste Sammlung von Gedichten erschien 1677. Weitere Veröffentlichungen von ihm sind Brutus of Alba (1678), A Duke and no Duke (1684), Poems (1684), Poems by Several Hands (1685), Cuckold’s Haven (1685), Injur'd Love (1707).
Zusammen mit dem anglikanischen Geistlichen und Dichter Nicolas Brady verfasste er A New Version of the Psalms of David, eine gereimte und metrische Version aller 150 Psalmen (London 1696), die solche Berühmtheit erlangte, dass das Kürzel „Tate & Brady“ ein Synonym dafür wurde. Teile daraus finden noch heute in der anglikanischen Kirche als Liedtexte Verwendung.
1692 erhielt er den hoch angesehenen Titel des poet laureate am englischen Hof als Auszeichnung für seine bis dahin verfassten Werke. Er wurde damit Nachfolger von John Dryden (seit 1668) und Thomas Shadwell (seit 1689).
Tate ist der Autor des Librettos zu Henry Purcells einziger Oper Dido and Aeneas, deren Handlung grob dem Handlungsverlauf seines Schauspiels Brutus of Alba entspricht.